# نینا اومانتس
نینا اومانتس (روسی: Нина Дмитриевна Уманец؛ زادهٔ ۱ مهٔ ۱۹۵۶) قایقران روئینگ اهل اوکراین است.